# Эссо
Э́ссо — село в Камчатском крае России, административный центр Быстринского района. Образует Эссовское сельское поселение.

## География
Село расположено в среднем течении реки Быстрая.
Расстояние от Петропавловска-Камчатского 520 км. Время в пути от Петропавловска-Камчатского автотранспортом — ~8-10 часов.

## Топоним
Посёлок получил своё название в 1932 году, по месту расположения на реке Эссо (совр. река Быстрая). Река Эссо стала известна благодаря геологу К. Богдановичу, посетившему эти места в конце 19 века  Предположение, что слово Эссо на эвенском языке означает "быстрая", вряд ли верно. Существует версия происхождения от искажённого эвен. исаг — «лиственница», что также ставится под сомнение лингвистами. Наиболее вероятным представляется вариант от коряк. эччот — «настил из прутьев на снегу».

## Население
| 1939  | 1959  | 1970  | 1979  | 1989  | 2002  | 2010  |
| ----- | ----- | ----- | ----- | ----- | ----- | ----- |
| 286   | ↗630  | ↗1078 | ↗1715 | ↗2269 | ↘2081 | ↘2012 |
| 2012  | 2013  | 2014  | 2015  | 2016  | 2017  | 2018  |
| ↘1982 | ↘1924 | ↘1912 | ↘1894 | ↗1907 | ↗1923 | ↘1911 |
| 2019  | 2020  | 2021  | 2023  |       |       |       |
| ↗1921 | ↘1917 | ↗1996 | ↘1938 |       |       |       |

## Инфраструктура
- Детский сад «Брусничка»
- Средняя общеобразовательная школа на 600 мест
- Детская школа искусств
- Дом детского творчества
- Районный этнографический музей
- Дом культуры
- Эвенский национальный ансамбль «Нулгур»
- Межпоселенческая центральная библиотека имени К. С. Черканова. Открылась в июле 1933 года как изба-читальня. В 1959 году построено новое небольшое здание. В 1992 году библиотека получила новое просторное здание общей площадью в 420 кв. м. 23 марта 1993 года библиотеке присвоено имя уроженца с. Анавгай Быстринского района, автора сборника эвенских сказок Кирьяка Степановича Черканова[22].
- Районная больница
- Почта
- Отделение Сбербанка России
- Гостиницы
- Зимний спортивный комплекс «Оленгенде»[23].
- Аэродром для посадки вертолётов и самолёта Ан-2
- Автостанция.
- Визит-центр Быстринского природного парка. Ежегодно в марте из села стартуют международные гонки на собачьих упряжках «Берингия».
- Особенность посёлка — практически всё отопление осуществляется за счёт природных геотермальных вод.

## Климат
- Среднегодовая температура воздуха — −2,3 °C
- Относительная влажность воздуха — 81,8 %
- Средняя скорость ветра — 4,2 м/с

| Показатель                    | Янв.  | Фев.  | Март  | Апр.  | Май  | Июнь | Июль | Авг. | Сен.  | Окт.  | Нояб. | Дек.  | Год   |
| ----------------------------- | ----- | ----- | ----- | ----- | ---- | ---- | ---- | ---- | ----- | ----- | ----- | ----- | ----- |
| Абсолютный максимум, °C       | 5,2   | 7,2   | 7,6   | 16,8  | 24,2 | 30,1 | 32,0 | 30,3 | 26,1  | 18,7  | 10,8  | 10,8  | 32,0  |
| Средний суточный максимум, °C | −12,6 | −9    | −4,1  | 1,7   | 9,5  | 17,1 | 20,4 | 18,0 | 12,3  | 4,4   | −4,7  | −11,5 | 3,5   |
| Средняя температура, °C       | −18,3 | −15,9 | −11,1 | −3,7  | 4,0  | 10,7 | 14,1 | 12,1 | 6,5   | −0,3  | −9,3  | −16,2 | −2,3  |
| Средний суточный минимум, °C  | −23,1 | −21,5 | −17,3 | −9,1  | −1,5 | 4,0  | 7,9  | 6,8  | 1,4   | −4,1  | −13,6 | −20,5 | −7,6  |
| Абсолютный минимум, °C        | −42,4 | −41,2 | −40,2 | −30,6 | −17  | −5,5 | −3,3 | −5,8 | −11,7 | −21,1 | −31,5 | −38,4 | −42,4 |
| Норма осадков, мм             | 18    | 17    | 19    | 12    | 20   | 39   | 66   | 69   | 40    | 35    | 33    | 21    | 390   |
| Источник: Климат Эссо         |       |       |       |       |      |      |      |      |       |       |       |       |       |

Климат Эссо — континентальный, умеренно-холодный, с довольно морозной зимой, морозы порой преодолевают отметку в -40 градусов Цельсия и тёплым летом, иногда бывают жаркие и душные дни, с температурой воздуха около +30 градусов Цельсия, осадков выпадает сравнительно мало, по сравнению с побережьями Камчатки. 
Зима
Зима в Эссо довольно морозная, отличается не очень большим количеством осадков. Большую часть зимы стоит солнечная, морозная погода без осадков, иногда температура опускается ниже -40 градусов Цельсия. Метели случаются редко, из-за удалённости от побережий. Зима — самое долгое время года в Эссо.
Весна
Весна в Эссо проходит довольно быстро из-за континентальности климата, но тем не менее, даже в мае могут быть морозы около -10 градусов Цельсия, а днём температура в мае может повышаться даже до +24 градусов.
Лето
Лето в Эссо довольно нестабильно. На протяжении всего лета сохраняется вероятность заморозков, например заморозок в Эссо в конце июля 2019 года. В начале лета возможно даже выпадание снега, как в июне 2018 года. Но, несмотря на это, летом здесь, довольно тепло, по сравнению с большей частью Камчатки, порой температура воздуха днём может повышаться до +30 градусов Цельсия и выше. Из-за довольно большого прогрева воздуха, в Эссо, происходят довольно редкие для Камчатки явления — грозы. Каждый год в Эссо происходит 2-5 гроз, которые сопровождаются ливневыми дождями, а порой даже градом. Август является месяцем с самым большим количеством осадков. Первые заморозки происходят обычно в конце августа.
Осень
Осень в Эссо — ранняя и короткая, как весна. Уже в середине августа появляются первые желтые листья на деревьях. В сентябре могут быть тёплые солнечные дни с температурой около +20 градусов Цельсия, но ночью уже отнюдь не тепло, ниже 0 градусов, что опять же связано с континентальностью климата. Устойчивый снежный покров ложится, обычно, в конце октября. Ноябрь можно назвать полноценным зимним месяцем.

## Экономика
Лесозаготовки, охота, рыбалка, туризм (базы отдыха на горячих источниках, бассейны, туристические маршруты на собачьих упряжках).
Развивается горнорудная промышленность.
Мусороперерабатывающий завод — единственный в своем роде на Камчатке.

## Достопримечательности
Эссо является туристическим центром. В нём действуют:
- Быстринский районный этнографический музей, расположенный на берегу горной незамерзающей реки Уксичан. Открыт в 1983 году. Около 9000 посещений в год[25]
- Быстринский природный парк
- Эссовские источники
- Музей медведя «Топтыгин и Топтыжка» при центральной библиотеке имени К.С. Черканова
- Дом культуры

Эссо является стартовым пунктом традиционной гонки на собачьих упряжках «Берингия».

## Эссовское сельское поселение
Статус и границы сельского поселения установлены Законом Камчатской области от 17 декабря 2004 года № 243 «Об установлении границ и о наделении статусом муниципальных образований на территории Быстринского района Камчатской области».